# 드래그 미 투 헬
《드래그 미 투 헬》(영어: Drag me to hell)은 샘 레이미가 감독한 2009년 초자연 공포 영화이다. 샘 레이미와 아이번 레이미가 공동으로 각본을 맡았다. 이야기는 대출 상담원 크리스틴 브라운을 중심으로 진행되는데, 승진을 위해서 집시 노파의 대출 연장을 거부했다가 저주를 받게 된다. 크리스틴은 3일 안에 저주를 풀지 않으면 지옥으로 끌려가 영원히 불타게 될 운명에 처한다.
물건에 악마가 소환되어 주인을 얼마 후에 죽이며, 악마에게서 벗어나려면 물건을 다른 사람에게 정식으로 주어야 하는 설정은 1957년 영화 《악령의 밤》에서도 쓰였다.
《드래미 투 헬》은 레이미가 영화 《스파이더맨》(2000)을 감독하기 전부터 각본을 쓴 작품이다.
영화는 제62회 칸 영화제 비경쟁 부문에서 첫 상영되었으며, 개봉 직후에 비평가들로부터 많은 호평을 받았다. 제작비 3,000만 달러로 전 세계에서 9,080만 달러의 수익을 거두며 박스 오피스에서도 성공을 누렸다.

## 줄거리
1969년 캘리포니아주 패서디나. 젊은 멕시코인 부부가 부유한 영매 숀 산디나(플로르 데마리아 차우아 분)의 저택으로 황급히 찾아온다. 그들의 아들은 3일 전 집시 일행에게서 목걸이를 훔친 적이 있었고, 그 후 정체 모를 생물의 모습과 소리를 보고 들었다며 공포에 떤다. 산디나는 강령술을 통해 소년을 구하고자 시도하지만, 그녀와 아이의 부모는 보이지 않는 힘에 공격을 받는다. 이 힘에 의해 바닥이 갈라지게 되면서, 소년은 악마의 손에 사로잡혀 지옥으로 끌려가게 된다.
2008년 캘리포니아주 로스앤젤레스. 대출 상담원 크리스틴 브라운(앨리슨 로먼 분)은 동료인 스튜 루빈(레지 리 분)과의 경쟁에서 이겨 부지점장으로 승진하기를 바라고 있다. 그녀의 상관인 잭스 씨(데이비드 페이머 분)는 그녀에게 부지점장이 될 수 있을만큼의 결단력을 보여주라는 조언을 한다.
그러던 어느 날 은행에 실비어 거누시(로나 레이버 분)라는 노파가 크리스틴에게 대출 상담을 하러 오게 되고, 집이 압류되는 것을 막기 위해 세 번째로 대출 기한을 연장해달라는 부탁을 한다. 잭스 씨에게 자신의 결단력을 입증하고자, 크리스틴은 거누시의 대출 연장을 승인하지 않는다. 거누시가 무릎을 꿇고 가까이 다가와서 도움을 호소하자 크리스틴은 비명을 지르며 경비를 부른다. 경비 요원은 거누시를 밖으로 데려가고, 잭스 씨는 상황에 잘 대처한 크리스틴을 칭찬한다.
은행에서 퇴근하여 지하 주차장에 간 크리스틴은 자신의 자동차에서 거누시에게 공격 받게 된다. 격렬한 난투극이 끝나자 거누시는 주저앉은 크리스틴의 재킷에서 단추를 떼내어 라미아의 저주를 내린다. 크리스틴의 남자친구 클레이 돌턴(저스틴 롱 분)은 갑작스런 공격으로 놀란 크리스틴을 위로한다. 크리스틴의 요구로 둘은 점집에 찾아가게 되고, 그곳의 주인인 심령술사 람 자스(딜리프 라오 분)는 크리스틴에게 악령이 씌였다고 말한다.
혼자 집에 있던 크리스틴은 악령에게 공격 받고 작은 상처를 입는다. 클레이는 거누시가 크리스틴을 다시 공격한 것이라고 얘기하지만, 크리스틴은 그녀를 본 적이 없다고 말한다. 그날 밤, 크리스틴은 거누시 부인이 침대에서 자신을 공격하는 꿈을 꾼다. 다음 날, 그녀는 스튜에게 대출 과정을 설명하던 중 거누시의 환상을 보고 폭언을 하게 되고, 코피를 쏟다가 상관 잭스 씨에게 피를 뿌리게 된다. 직장에서 달아난 크리스틴은 거누시를 찾고자 노파의 손녀인 일렌커(보야나 노바코비치 분)의 집에 찾아간다. 크리스틴은 그곳에서 거누시가 지난 밤 죽었다는 것을 알게 되고, 일렌커는 그녀의 장례식을 치르는 중이었다. 크리스틴은 람 자스에게 돌아가 자신을 사로잡고 있는 악령이 강력한 악마 라미아이며, 3일 동안 공포에 시달리게 한 후 지옥으로 데리고 갈 것이라는 설명을 듣는다. 람 자스는 악마를 달랠 제물을 바칠 것을 제안하고, 크리스틴은 악령의 위협을 받자 고민 끝에 자신의 고양이를 죽인다. 클레이와 그의 부모님과의 만찬에서 크리스틴은 여전히 라미아에게 위협받게 되고, 돌턴은 그녀의 모습에 당황하게 된다.
거누시의 끈질긴 공격에 지친 크리스틴은 강력한 영매인 숀 산디나(아드리아나 바라사 분)의 도움을 받고자 돌턴의 도움으로 만 달러의 복채를 낸다. 산디나는 라미아의 영혼이 살아있는 염소에게 깃들게 하여 죽이는 방법으로 악령을 퇴치할 수 있는 함정을 꾸민 강령술 회합을 준비한다. 하지만 이 계획은 라미아가 산디나의 조수에게 깃들어 크리스틴과 람 자스를 공격하면서 실패로 끝나게 되고, 라미아는 크리스틴의 영혼이 지옥에 갈 때까지 괴롭히는 것을 멈추지 않을 것이라며 위협한다. 산디나는 이 회합에서 라미아를 쫓아내지만, 그 과정을 끝내고 죽게 된다. 람 자스는 크리스틴에게 저주를 없앨 수 있는 마지막 방법은 저주가 걸린 물건을 다른 사람에게 선물로 주는 것이며, 그렇게 하면 저주가 선물을 받는 사람에게 옮겨갈 것이라고 말한다. 람 자스는 저주 받은 단추를 봉투에 밀봉하여 크리스틴에게 건넨다.
봉투를 받을 사람을 찾으며 고민하던 크리스틴은 마침내 거누시에게 단추를 주기로 결정한다. 크리스틴은 거누시가 묻힌 공동묘지로 찾아가 그녀의 무덤을 파낸다. 억수같은 호우가 퍼붓는 가운데, 크리스틴은 봉투를 노파의 입에 쑤셔 넣으며 정식으로 주었노라고 크게 외친다.
다음 날, 크리스틴은 클레이를 만나고자 로스앤젤레스 유니언역으로 찾아간다. 둘은 샌타바버라에서 주말을 보낼 계획을 세우고 있었고, 클레이는 그녀에게 프러포즈를 할 준비를 하고 있다. 기차가 도착할 무렵, 클레이는 자신의 차에서 그녀가 놓고 갔다고 말하며 단추가 든 봉투를 그녀에게 건넨다. 단추를 보고 큰 충격을 받은 크리스틴은 뒷걸음질치다 선로에 떨어지게 되고, 기차가 그녀를 향해 돌진한다. 크리스틴이 기차에 치이기 직전에 바닥에서 불구덩이가 열리면서 악마의 손이 올라오고 그녀를 사로잡는다. 겁에 질린 크리스틴은 비명을 지르지만, 클레이는 그들 사이에 기차가 지나가기 때문에 도울 수가 없다. 클레이가 할 수 있는 것은 오로지 라미아가 자신의 여자친구를 영원히 불태우기 위해 지옥으로 데려가는 모습을 절망하며 무력하게 지켜보는 것 뿐이다.

## 출연

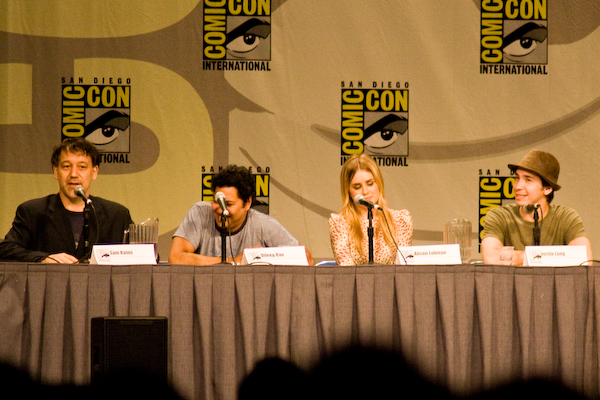
감독 샘 레이미, 배우 딜리프 라오, 앨리슨 로먼, 저스틴 롱이 2008년 샌디에이고 코믹콘에서 영화에 대한 의견을 나누고 있다.

- 앨리슨 로먼 - 크리스틴 브라운 역: 젊고 상냥한 은행 직원으로, 부지점장으로 승진하기를 바라고 있다. 차압을 막고자 세 번째 대출 연장을 부탁하는 실비어 거누시의 요청을 거절한 후, 그녀에게 저주를 받아 악마 라미아에게 공격을 받게 된다.
- 저스틴 롱 - 클레이턴 "클레이" 돌턴 교수 역: 크리스틴의 남자친구로 대학 심리학 교수이다. 람 자스의 도움과 악마의 존재를 믿지 않지만, 위기에 처한 크리스틴을 도와주고자 노력한다.
- 로나 레이버 - 실비어 거누시 부인 역: 크리스틴 브라운을 공격하고 저주를 내리는 노파. 저주를 내린지 얼마되지 않아 죽지만, 악령이 되어 끊임없이 크리스틴을 위협한다.
- 딜리프 라오 - 람 자스 역: 크리스틴이 저주 받았다는 것을 알려주는 젊은 심령술사. 저주를 풀기 어려워지자 크리스틴에게 강령술 회합을 여는 숀 산디나를 소개한다.
- 데이비드 페이머 - 짐 잭스 씨 역: 크리스틴의 직속 상관으로, 은행의 부지점장 자리에 크리스틴과 스튜 루빈을 두고 고민하고 있다.
- 아드리아나 바라사 - 숀 산디나 역: 크리스틴을 위협하는 라미아를 퇴치하고자 강령술 회합을 여는 영매. 영화 첫 장면의 40년 전 모습은 플로르 데마리아 차우아가 연기하였다.
- 보야나 노바코비치 - 일렌커 거누시 역: 실비어 거누시의 손녀로, 냉소적인 성격이다. 크리스틴이 노파 거누시를 만나기를 원하자 집으로 들어오게 한다.
- 레지 리 - 스튜 루빈 역: 크리스틴이 일하는 은행의 직원. 승진을 위해서 크리스틴의 업무에 방해 공작을 편다.
- 첼시 로스 - 레너드 돌턴 역: 클레이턴의 아버지로, 크리스틴이 이상한 행동을 보이자 교제하는 것을 반대한다.
- 몰리 치크 - 트루디 돌턴 역: 클레이턴의 어머니로, 클레이턴이 시골 출신인 크리스틴과 교제하는 것을 반대한다.
- 아트 킴브로 - 라미아 역: 거누시가 크리스틴을 저주하여 소환한 강력한 악마. 크리스틴을 3일 동안 위협한 후 지옥으로 끌고 가 영원히 불타게 하는 것이 목적이다.
- 옥타비아 스펜서 - 은행 동료 역
- 테드 레이미 - 의사 역

## 제작

### 배경
《드래그 미 투 헬》의 원안은 영화가 개봉되기 10년 전에 샘 레이미와 아이번 레이미가 썼다. 영화는 'The Curse(→저주)'라는 가제를 달고 제작에 들어갔다. 샘과 아이번 레이미는 좋은 사람이 되고자 하는 사람이 출세에 눈이 멀어 죄를 저지르는 선택을 한 후 대가를 치르는 교훈적인 이야기로 각본을 썼다. 샘과 아이번은 크리스틴의 캐릭터를 영화의 주요 초점으로 정하고, 대부분의 장면에서 크리스틴이 나오도록 하였다. 영화의 줄거리 요소는 영국의 공포 영화 《악령의 밤》에서 가져온 것으로, 비슷한 형태의 악마와 3일 간의 저주가 설정으로 등장한다. 아이번과 샘 레이미는 그들의 과거 공포 영화와는 다르게 영화가 PG-13 등급을 받기를 원하였는데, "이전에 했던 것과 정확하게 동일한 것을 원하지 않았다"고 말하며, 《드래그 미 투 헬》이 살육에만 사로잡힌 영화가 되지 않기를 바랐다.
각본을 마무리한 후, 레이미는 각본의 첫 번째 초안이 완료된 후 영화를 제작하고자 하였다. 그러나 스파이더맨 영화 시리즈와 같은 다른 프로젝트를 10년 가까이 진행하면서 《드래그 미 투 헬》을 제작할 수 있는 기회는 2007년 후반에 들어서야 찾아오게 되었다. 스파이더맨 영화 삼부작을 끝내고 레이미는 《드래그 미 투 헬》을 저예산 영화로 만들기 위해 각본 작업에 다시 착수하였다. 2007년, 샘 레이미의 친구이자 고스트 하우스 픽처스의 제작자인 로버트 태퍼트는 영화의 재정 지원을 약속하였으며, 미국 배급은 유니버설 스튜디오로 결정되었다.

### 섭외
각본이 모두 갖춰지고 프로젝트가 정식 승인되면서 샘 레이미는 배우 섭외에 착수하였다. 원래 주인공 크리스틴 역할은 엘런 페이지가 맡을 예정이었으나 영화 배우 조합 파업에 관련한 일정 문제를 이유로 프로젝트에서 빠지게 되었다. 결국 앨리슨 로먼이 주인공으로 결정되었는데, 로먼은 공포 영화를 즐기지는 않지만 촬영하는 동안 스턴트 연기를 즐겼다고 회고하였다.
연극 배우인 로나 레이버는 거누시 부인 역할을 위해 오디션에 참가하였다. 레이버는 직접 캐스팅되기 전까지 자신이 맡을 캐릭터의 독특한 성향을 모르고 있었으며, 당시 상황에 대해서 다음과 같이 말하였다. "내가 알고 있는 것은 작은 노파가 집을 차압하려는 은행에 직접 찾아 가게 된다는 얘기였다. 나중에 가서 전체 대본을 보고나서 이렇게 말했다. '오 세상에!'" 이 역할을 위해서 레이버는 헝가리 방언 지도사를 만나서 대본의 일부를 헝가리어로 번역해줄 것을 부탁하였다. 레이미는 후에 거누시가 크리스틴을 공격하는 장면에서 레이버에게 헝가리어 단어를 쓰도록 요구하기도 하였다.
제작자 그랜트 커티스는 람 자스를 연기한 딜리프 라오를 발탁하는 것에 약간의 망설임이 있었다. 커티스는 그의 오디션에 대해 다음과 같이 회상하였다. "그는 대본 속 인물에 비해 좀 어려보였다. 하지만 우리가 그가 대본을 읽는 것을 지켜보고 있을 때 레이미가 말했다. '지혜를 갖추는 데에 필요한 최저 연령 같은 건 없다.' 라오는 장면마다 지혜로운 모습을 드러냈으며, 그가 역할에 적합한 배우라는 것을 보여주었다. 촬영에 들어가자 그는 앨리슨이 기댈 수 있도록 어깨를 내어주는 인물이 되었다."
조앤 배런, 톰 케리, 몰리 치크, 에이미 마일스, 존 팩스턴, 테드 레이미, 빌 E. 로저스, 첼시 로스, 옥타비아 스펜서와 같이 《드래그 미 투 헬》에 출연한 많은 조연 배우들은 과거 레이미의 영화에 출연한 적이 있다.

## 시청 등급
- 대한민국: 15세 이상 관람가